# الكربات (حبيش)

تعديل مصدري - تعديل

الكربات محلة تابعة لقرية الشتورة، التابعة لعزلة بني الضاحتين بمديرية حبيش إحدى مديريات محافظة إب في الجمهورية اليمنية، بلغ تعداد سكانها 34 حسب تعداد اليمن لعام 2004.